# Launceston Engineering
Launceston Engineering Company Ltd. war ein britischer Hersteller von Automobilen.

## Unternehmensgeschichte
Das Unternehmen aus dem Londoner Stadtteil Willesden begann 1920 mit der Produktion von Automobilen. Der Markenname lautete Launceston. Im gleichen Jahr endete die Produktion. Insgesamt entstanden nur wenige Exemplare.

## Fahrzeuge
Das einzige Modell war der 12/20 HP. Ein Zweizylindermotor trieb das Fahrzeug an. Der Tourenwagen bot Platz für vier Personen. Die Scheibenräder kamen von Michelin. Der Neupreis betrug 330 Pfund.